# Storia dell'animazione cinese
La nascita dell’animazione cinese risale al XX secolo. La sua storia si intreccia con l’arte, la politica e l’economia della Cina di quegli anni. Al giorno d’oggi l’animazione cinese è in secondo piano rispetto a Disney e anime, ma in passato ha rivestito un ruolo fondamentale per l’animazione mondiale.

## Origini
Nel I secolo a.C., durante la dinastia Hàn, l’ingegnere Dīng Huǎn (丁緩) inventò un dispositivo in cui “erano fissati una serie di strani uccelli e animali misteriosi” che si diceva “fossero in grado di muoversi quasi con naturalezza”. Questa macchina venne identificata dallo storico Joseph Needham come una specie di zootropio. Non è chiaro, comunque se il dispositivo di Dīng Huǎn semplicemente desse un’illusione di movimento o fosse effettivamente costituito da sagome in grado di muoversi in modo automatizzato.
La moderna industria d’animazione nacque nel 1888 in Francia, inventata da Charles-Émile Reynaud, e giunse in Cina, dove l’animazione iniziò a svilupparsi dagli anni ’20 del XX secolo. Così si diffusero i primi prodotti d’animazione occidentale in Cina, provenienti prevalentemente da Germania, Russia e Stati Uniti. Uno dei primi cartoni animati importati in Cina fu Out of the Inkwell (从墨水瓶里跳出来), arrivato a Shànghǎi nel 1918.

## Periodo di sperimentazione (1920-1945)
I primi corti d’animazione conosciuti sono cartoni animati realizzati a scopo pubblicitario. Nel 1922 Wàn Làimíng produsse il primo cartone animato pubblicitario per la macchina da scrivere Shūzhèngdōng. Seguito dal corto d'animazione Dog Treat del 1924. Anche la Shànghǎi Tobacco Company produsse un'animazione chiamata New Year.
Nel 1926 i quattro fratelli Wàn, Wàn Làimíng, Wàn Gǔchán, Wàn Châochén e Wàn Díhuán lavorarono sotto la Great Wall Film Company in Cina. Wàn Làimíng e Wàn Gǔchán furono riconosciuti come i pionieri dell'animazione cinese quando produssero il primo corto d'animazione Uproar in the Studio, della durata di 10-12 minuti in bianco e nero. I fratelli Wàn credevano che l'animazione cinese non dovesse essere solo puro intrattenimento, ma che dovesse anche essere istruttiva e dovesse spingere a riflettere.
Nel 1932 uno dei fratelli Wàn, Wàn Díhuán, lasciò la Great Wall Film per aprire un proprio studio fotografico.
Tra i primi prodotti di animazione che giunsero a Shànghǎi, si possono individuare Braccio di Ferro e uno spettacolo conosciuto come Bóbǐ Xiǎojiě (勃比小姐 Miss Boby). che potrebbe essere una traduzione sbagliata di quella che oggi è conosciuta come Betty Boop.
Nel 1935 i fratelli Wàn realizzarono la prima animazione con il sonoro intitolata Camel's Dance. Quattro anni dopo, nel 1939, arrivò a Shànghǎi anche Biancaneve della Disney ed ebbe una grande influenza sull’animazione cinese.
Nel 1941 uscì il primo lungometraggio d'animazione cinese, La principessa dal ventaglio di ferro, nonostante le difficoltà dovute alla seconda guerra sino-giapponese e la seconda guerra mondiale. Durante il periodo dell'invasione giapponese, i fratelli Wàn produssero più di venti corti animati di propaganda incentrati su vari argomenti patriottici, dalla resistenza contro le truppe giapponesi, all'oppio e all'imperialismo.

## Sviluppo costante (1946-1949)
Il 1º ottobre 1946 fu stabilito uno studio cinematografico nel nord-est della Cina, nella provincia del Nènjiāng, conosciuta oggi come provincia dello Hēilóngjiāng. Fu il primo studio conosciuto fondato dal partito comunista. Nel 1947 produzioni come Il sogno dell'imperatore usavano i burattini per esporre la corruzione del partito nazionalista cinese Kuomintang.  L'idea di usare contenuti politici nei film di burattini stava diventando accettabile e gli animatori presero nota del loro successo. Un esempio di questi cartoni animati di tipo documentaristico può essere trovato in Go After an Easy Prey (1948). Nel 1948 lo studio del Nord-Est cambiò il proprio nome in Shànghǎi Picture Studio Group. Il 1º ottobre 1949, la Cina entrò in una nuova era comunista guidata da Máo Zédōng.

## Fondazione dello Shanghai Arts and Film Studio (1950-1965)
Nel febbraio 1950 il gruppo del nord-est si fuse con altre divisioni per diventare il predecessore dello Shànghǎi Animation Film Studio. I fratelli Wàn, l'Accademia Centrale di Belle Arti, l'Istituto d'Arte di Sūzhōu e molti altri artisti di grande fama si concentrarono in questo studio. Tra le personalità di spicco compariva anche l'animatore giapponese Tadahito Mochinaga, che durante la sua permanenza a Shànghǎi creò Thank You, Kitty. Tre anni dopo ripartì per il Giappone, diventando forse l'unico artista ad aver lavorato sia nell'industria cinese che in quella giapponese dell'epoca. Nel 1956 i fratelli Wàn crearono il primo lungometraggio a colori intitolato Perché il corvo è nero?, considerato il primo prodotto d’animazione cinese riconosciuto a livello internazionale.
Nell'aprile 1957 il governo centrale iniziò a sponsorizzare lo studio rendendolo la prima e ufficiale “fabbrica” d’animazione della nazione. Dal punto di vista della tecnologia, l'animazione cinese era ancora relativamente al passo con il resto del mondo. Nel 1958 i fratelli Wàn crearono una nuova tecnica di film d'animazione basata sull'arte popolare dell'animazione cutout, che fu usata per Pigsy Eats Watermelon. Allo stesso tempo un'altra tecnica chiamata animazione origami fu sviluppata da Yú Zhéguâng (虞哲光) nel 1960, nel film A Clever Duckling. Sempre nel 1960 si tenne la prima serie di mostre di film d'animazione in sei grandi città tra cui Shànghǎi e Pechino, seguite da mostre a Hong Kong nel 1962 e a Macao nel 1963. Nei primi anni sessanta, lo Shànghǎi Animation Film Studio creò anche l'animazione a inchiostro e acqua, la prima del suo genere al mondo.
Il riconoscimento maggior che ottennero i fratelli Wàn fu però per La rivolta del cielo, a causa della sua fama tra i cittadini comuni. Lo sviluppo è durato quattro anni dal 1961 al 1964. Il film ebbe una durata di quasi due ore spingendo la tecnologia al limite con alcuni dei colori più vividi mai rappresentati sullo schermo.
Sul breve periodo, il finanziamento dello Shànghǎi Animation Film Studio rientrava nei provvedimenti per sostenere il Movimento anti-destra di Máo in seguito a dichiarazioni quali "Lasciate che centinaia di fiori sboccino e centinaia di scuole di pensiero si contrappongano" (百花齐放，百家争鸣). Máo ammise pubblicamente che la promozione di nuove forme d'arte e istituzioni era vitale per la nuova Cina. Anche se con il tempo, la sua campagna politica si rivelò un grande ostacolo per l'industria e mise fine all'epoca d'oro dell’animazione.

## Interferenze della Rivoluzione Culturale (1966-1976)
Le animazioni furono considerate meraviglie tecnologiche fino all’inizio della rivoluzione culturale, nel 1967. A quel punto Máo Zédōng aveva iniziato a promuovere l'industria dell'animazione solo a condizione che fosse un utile strumento di propaganda per la sua Campagna dei Cento Fiori. Il messaggio di Máo all’industria era fortemente controverso, dal momento che il suo regime permetteva una completa libertà di espressione, ma perseguitava coloro che avevano opinioni diverse da quelle del suo partito politico. La rivoluzione era famosa per le crociate delle guardie rosse che miravano a distruggere artefatti, antichità, dipinti, libri e qualsiasi cosa di valore che contrastasse il regime. Alcuni artisti furono umiliati, costretti a diventare contadini nelle campagne, ad accettare la rieducazione o mandati in prigione. Alcuni dei famosi artisti del cinema e della letteratura preferirono suicidarsi piuttosto che venire umiliati. Alla maggior parte degli animatori non fu permesso di disegnare e furono costretti a fare lavori di fatica. Le persecuzioni peggiorarono esponenzialmente dal 1966 al 1972.
L'industria dell'animazione cinese fu praticamente messa in pausa per un decennio fino al 1976, quando la rivoluzione culturale finì. Ciò che rimane di quel periodo sono le animazioni che avevano pesantemente favorito la campagna di Máo, se non addirittura promosso la sua ideologia, come Little Trumpeter nel 1973, una storia su un giovane ragazzo che diventa un eroico soldato della guardia rossa. Altre animazioni degli stessi anni includono Little 8th Route Army, una storia su un ragazzo che si prende la rivincita contro l'esercito imperiale giapponese, o Little Sentinel of East China Sea una storia su una giovane ragazza che dopo aver seguito tre operai della guerra chimica sotto mentite spoglie ha chiamato l'esercito di liberazione del popolo per spazzare via il nemico.

## Periodo della riforma (1978-1989)
Nel 1978 era ormai chiaro il fatto causato dalla rivoluzione culturale. Dal 1960 al 1989, la maggior parte dei cartoni animati a Hong Kong erano importati dagli Stati Uniti. Era uso comune proiettare dei corti animati americani prima dei film (sempre americani) nei cinema più importanti. A volte il segmento veniva addirittura mostrato nella sua interezza. Un film della Metro-Goldwyn-Mayer o della Disney era quasi certamente preceduto da un'altra animazione Disney.
Dal punto di vista dell'animazione domestica, il Giappone era già emerso come il fornitore dominante di animazione nell'Asia orientale. La loro esportazione di serie televisive anime raggiungeva Hong Kong, l'Europa e il Medio Oriente in quantità massicce tramite trasmissioni analogiche direttamente a casa. Alcuni degli spettacoli più popolari includono Doraemon e Transformers, che era accompagnato da una delle linee di giocattoli di maggior successo nella storia. Era difficile per la Cina competere direttamente a casa o sul grande schermo.
Tuttavia l'industria dell'animazione cinese iniziò a produrre cartoni animati in quantità massiccia. Lo Shànghǎi Animation Film Studio lanciò 219 film d'animazione negli anni '80. Nel 1979 Nǎzhâ Conquers the Dragon King fu una delle prime animazioni degne di nota mostrate durante il periodo di rinascita. Altri film includono Snow Kid (1980), Láo Mountain Taoist (1981), The Deer's Bell (1982) e Legend of Sealed Book (1983).

## L’epoca digitale (1990-oggi)
Mentre la Cina trasmetteva Doraemon sulla CCTV, cartoni animati come Pokémon erano già state diffuse in tutto il mondo generando 15 miliardi di dollari di vendite. La commercializzazione e l'innovazione delle animazioni giapponesi e americane spinsero le animazioni tradizionali cinesi fuori dal mercato. Negli anni '90 molti artisti cinesi si lamentarono dello stato dell’animazione e alcuni decisero di adottare stili di animazione più simili a quelli americani e giapponesi, con cambiamenti più evidenti nel lavoro mànhuà.
Alla fine del millennio, Internet diede una spinta importante all'industria dell'animazione cinese. Software come Adobe Flash e siti come YouTube permisero agli animatori indipendenti di produrre Webtoons in autonomia, purché fossero in possesso di un computer e una connessione internet. Quando Xiǎo Xiǎo venne diffuso su Internet, attirò molta attenzione sull'animazione flash cinese.
Nel 2011, 261.444 minuti di animazione televisiva sono stati prodotti in Cina e nel 2012, la Cina ha prodotto 33 film d'animazione.